# メアリー・トッド・リンカーン
メアリー・トッド・リンカーン （Mary Todd Lincoln　1818年12月13日 - 1882年7月16日）は、エイブラハム・リンカーン第16代アメリカ合衆国大統領の妻（アメリカ合衆国のファーストレディ）。

## 生涯
ケンタッキー州の名門の出。高い教育を受け、名門トッド家の一員として社交界にデビューし、 その後、イリノイ州のスプリングフィールドでリンカーンと出会うことになる。
社交的・派手好きで、リンカーンとはまったく正反対の性格だったが1842年に恋愛結婚をした。結婚後、リンカーンは弁護士業も着々成功。年収1200ドルに達する。知事の報酬と同額である。その代り、巡回裁判所を廻らねばならず、1日50キロも馬を飛ばすこともあった。
リンカーンの妻としては悪妻としての評判が強まっている。メアリーは嫉妬深く、ヒステリー症状のため家庭生活はあまり幸福ではなかった。アメリカの作家、デール・カーネギーには「彼（エイブラハム・リンカーン）が暗殺されたことは、彼の結婚にくらべれば悲劇というに足りない」（『人を動かす』）とまで言われている。
リンカーンとメアリー・トッドには4人の息子、ロバート・トッド・リンカーン、エドワード・ベイカー「エディ」リンカーン、ウィリアム・ウォレス「ウィリー」リンカーン、トーマス「タッド」リンカーンがいたが、長男を除く3人が若くして死んだ。
元々精神的に不安定なところがあった彼女は、夫の暗殺を目撃し、さらに末の息子であるタッドを18歳で亡くすと、ますます異常をきたしたため、長男のロバートにより精神病院に入れられた。
4か月後に姉のエリザベスが身元引受人になることで退院したが、この出来事により最後に残った子供であるロバートとは生涯疎遠となった。
その後スプリングフィールドにある姉の邸宅で事実上の世捨て人として63歳で亡くなるまで過ごした。